# Кальман Тиса
Кальман Тиса (угор. Tisza Kálmán; 16 грудня 1830 — 23 березня 1902) — угорський політичний діяч, прем'єр-міністр Королівства Угорщина. Батько Іштвана Тиса.

## Біографія
У 1861 році обраний в рейхстаг, де відразу зайняв одне з чільних місць в рядах крайньої лівої опозиції, яка боролася з помірною партією Ференца Деака і прагнула до політичної самостійності Угорщини, на основі особистої унії з Австрією.
У 1865 році він разом з Гици (Grhyczy) став вождем «лівого центру», а в 1875 році, після розпаду партії Деака, наполіг на злитті «лівого центру» з більшою частиною колишньої партії Деака і сформував таким чином нову ліберальну партію". По своїм принципам партія була ближче до колишньої партії Деака, ніж до «лівого центру»; вона стояла безумовно на ґрунті Деаковского угоди з Австрією, якому «лівий центр» у свій час запекло опирався. Внаслідок цього частина «лівого центру» покинула Тису і перейшла в ряди крайній лівій. Тим не менш, нова партія мала в рейхстазі більшістю.
З її середовища було сформовано в 1875 році міністерство Венкгейма, в якому Тиса отримав портфель внутрішніх справ. Вибори в рейхстаг у 1875 році дали нової партії блискучу перемогу; після них Тиса утворив міністерство, в якому зберіг портфель міністра внутрішніх справ. Він провів продовження терміну дії угоди з Австрією на другий (а згодом і на третій) десятирічний період. Він підтримував східну політику  Дюли Андраші та окупацію Боснії, яка в Угорщині спершу викликала незадоволення. Він зумів досягти того, що у спільній австро-угорської політики вирішальна роль перейшла до Угорщини.
Австрійський уряд надав йому можливість вільно і послідовно проводити мадьяризацию всіх немадьярских елементів в Угорщині — слов'янських і навіть німецьких. Останні платили Тиса ненавистю, і рейхстаг не раз бував театром бурхливих сцен боротьби між національною опозицією і урядом. У 1887 році Тиса проміняв посаду міністра внутрішніх справ на портфель фінансів; в 1889 році відмовився і від нього, і зберіг лише пост міністра-президента без портфеля.
У 1890 році він вніс у рейхсрат проєкт нового закону про право угорського громадянства, в силу якого втрачає це право кожного, хто 10 років не був в Угорщині і не користувався ним яким-небудь іншим способом. Цей Закон позбавляв лідера угорської революції 1848 року Кошута, який жив у Турині та з 1849 року не відвідував Угорщину, прав угорського громадянства. Крайня ліва, вже давно ворожа Тиса, скористалася цим для запеклих нападів на нього, що викликали бурхливі сцени в рейхстазі; сам Кошут опублікував різкий протест проти законопроєкту. Тиса готовий був включити в новий закон особливий «Кошутовский параграф», який звільняв би Кошута від наслідків закону, але це викликало рішучу протидію в самому кабінеті, і в березні 1890 року Тиса вийшов у відставку.
З тих пір він мало брав участі у суспільному житті, залишаючись депутатом рейхстагу і членом ліберальної партії. У грудні 1898 року, коли міністерство  Дезьо Банфі і рейхстаг були поставлені у вкрай скрутне становище обструкцією, Тиса запропонував на конференції партії «закон Тиса», який надавав міністерству Банфі виняткові повноваження на річний строк (право крім рейхстагу прийняти бюджет, укласти угоду з Австрією тощо). Закон був прийнятий більшістю ліберальної партії, але викликав сильне невдоволення навіть у її середовищі; президент палати депутатів Силагьи і обидва віце-президента склали з себе повноваження і вийшли зі складу ліберальної партії; останнім зробили ще багато членів. Закон не обговорювалося в рейхстазі і не тільки не врятував міністерство, але навіть прискорив його вихід у відставку.
Забаллотированный на загальних виборах у угорський рейхстаг у жовтні 1901 року, обраний на додаткових виборах в січні 1902 року, але в тому ж році помер.